# Ernst Degn

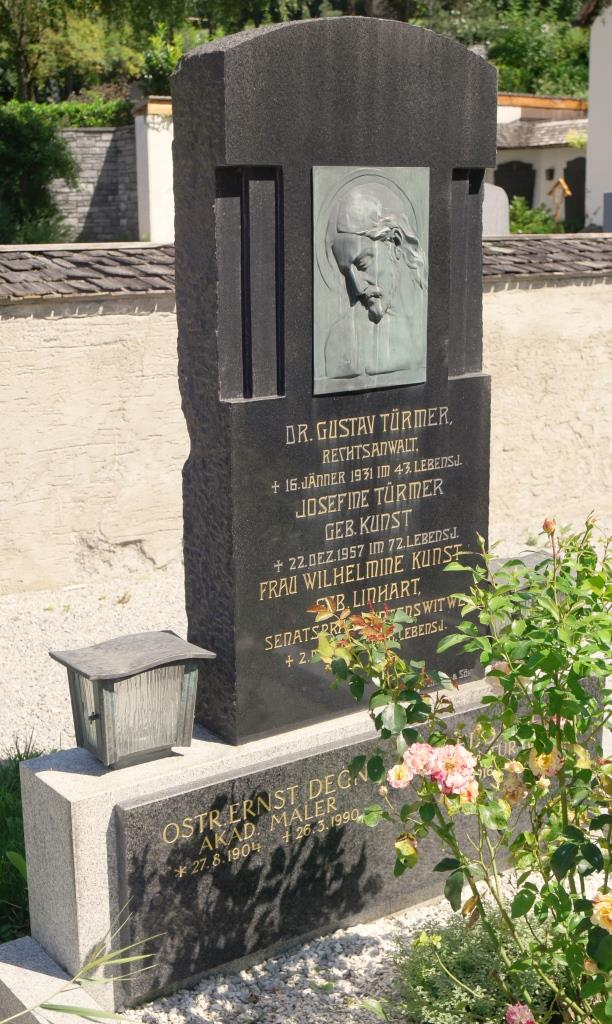
Grab von Ernst Degn auf dem Neuen Friedhof Mühlau, Innsbruck

Ernst Degn (* 27. August 1904 in Schärding, Oberösterreich; † 26. März 1990 in Innsbruck) war ein österreichischer Maler des Naturalismus und lebte in Innsbruck.

## Leben
Ernst Degn absolvierte die Akademie der bildenden Künste Wien und war Mitglied der Innviertler Künstlergilde. Ernst Degn unterrichtete bis zu seiner Pensionierung am BORG Innsbruck. Einen besonderen Stellenwert im Werk von Ernst Degn hatte die Aquarellmalerei und hier besonders die vielen Ortsansichten und Landschaftsbilder aus dem Innviertel, aus Nord- und Südtirol.
Er liegt auf dem Friedhof in Innsbruck-Mühlau begraben.

## Auszeichnungen
- Ernst-Degn-Straße in Schärding
- Ernst-Degn-Weg in Schardenberg (OÖ)

## Werke

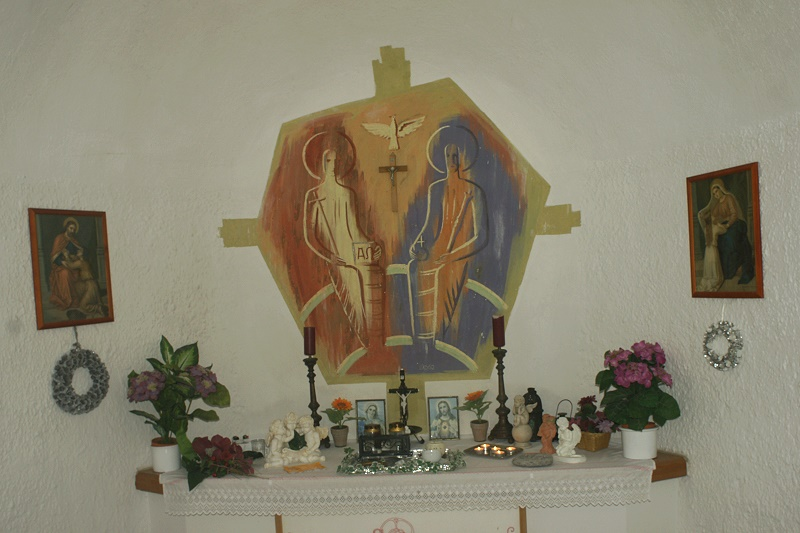
Gemälde der Hl. Dreifaltigkeit in der Dreifaltigkeitskapelle in Elmen

- um 1940 Sgraffito an einem Spät-Heimat-Stil-Wohnblock in der Gabelsbergerstraße in Innsbruck-Pradl[1]
- um 1950 mit Helmut Rehm Fresken in der Spitalskirche hl. Geist in Matrei am Brenner[1]
- 1960 Sgraffito hl. Magnus am Turm der Feldkapelle Mariä Heimsuchung bei Oberstockach in Bach[1]
- 1962 Fresko Maria mit Kind an der Mariahilfkapelle in Seesumpf in Bach[1]
- 1962 Gemälde Hl. Dreifaltigkeit in der Feldkapelle Hl. Dreifaltigkeit in Elmen[1]
- 1971 Sgraffito Maria mit Kind am Gemeindehaus in Boden in Pfafflar[1]
- ohne Jahresangabe Kriegerdenkmal vor der Pfarrkirche Bach[1]

## Publikationen
- Ernst Degn. Aquarelle, Tempera, Zeichnungen. Ausstellungskatalog, Oberösterreichisches Landesmuseum, Linz 1964.
- Aquarelle aus Tirol. Bildband, gestaltet von Hedda Degn, Innsbruck 1997.
- Der Süden. Aquarelle. Ernst Degn (1904 - 1990). Ausstellungskatalog, Stadtmuseum Innsbruck 2009, Schlossgalerie Schärding 2010, Innsbruck 2009, ISBN 978-3-901886-40-9.